# Cominsia
Cominsia là một chi thực vật có hoa trong họ Marantaceae.